# روساریتو بیچ
روساریتو بیچ (به اسپانیایی: Rosarito) یک منطقهٔ مسکونی در مکزیک است که در Playas de Rosarito Municipality واقع شده‌است. روساریتو بیچ ۷۰٬۲۵۰ نفر جمعیت دارد و ۱۴ متر بالاتر از سطح دریا واقع شده‌است.

## خواهرخوانده
شهر لاپاز، باخا کالیفرنیا سور خواهرخواندهٔ روساریتو بیچ هست.